# Daytime Emmy Awards 1978
La cerimonia della 5ª edizione dei Daytime Emmy Awards (5th Daytime Emmy Awards) si è tenuta il 7 giugno 1978 e ha premiato i migliori programmi e personaggi televisivi del 1977.
La cerimonia è stata presentata da Richard Dawson ed è stata trasmessa dalla ABC.

## Daytime Emmy Awards

### Soap opera

#### Miglior serie drammatica
- Il tempo della nostra vita (Days of Our Lives), trasmessa dalla NBC
  - Febbre d'amore (The Young and the Restless), trasmessa dalla CBS
  - I Ryan (Ryan's Hope), trasmessa dalla ABC
  - La valle dei pini (All My Children), trasmessa dalla ABC

#### Miglior attore protagonista in una serie drammatica
- James Pritchett, per aver interpretato Matt Powers in The Doctors
  - Matthew Coles, per aver interpretato Billy Clyde Tuggle in La valle dei pini
  - Lawrence Keith, per aver interpretato Nick Davis in La valle dei pini
  - Michael Levin, per aver interpretato Jack Fenelli ne I Ryan
  - Andrew Robinson, per aver interpretato Frank Ryan ne I Ryan
  - Michael Storm, per aver interpretato Larry Wolek in Una vita da vivere (One Life to Live)

#### Miglior attrice protagonista in una serie drammatica
- Laurie Heineman, per aver interpretato Sharlene Frame in Destini (Another World)
  - Mary Fickett, per aver interpretato Ruth Martin in La valle dei pini
  - Jennifer Harmon, per aver interpretato Cathy Craig Lord in Una vita da vivere
  - Susan Lucci, per aver interpretato Erica Kane in La valle dei pini
  - Beverlee McKinsey, per aver interpretato Iris Carrington in Destini
  - Susan Seaforth Hayes, per aver interpretato Julie Olson in Il tempo della nostra vita
  - Victoria Wyndham, per aver interpretato Rachel Davis in Destini

#### Miglior regista o team di registi di una serie drammatica[2]
- Richard Dunlap per Febbre d'amore
  - Richard T. McCue per Così gira il mondo (As the World Turns)
  - Ira Cirker  per Destini
  - Robert Myhrum per Love of Life
  - Lela Swift per I Ryan
  - Al Rabin per Il tempo della nostra vita

#### Miglior team di sceneggiatori di una serie drammatica
- Claire Labine, Paul Avila Mayer, Mary Munisteri, Allan Leicht e Judith Pinsker per I Ryan
  - Sheri Anderson, William J. Bell, Rocci Chatfield, Wanda Coleman, Michael Robert David, Pat Falken Smith, Ray Goldston, Elizabeth Harrower, Kay Lenard, Ann Marcus, Laura Olsher, Joyce Perry, Bill Rega e Margaret Stewart per Il tempo della nostra vita
  - Barry Berg, Kathy Callaway, Arthur Giron, Tom King, Harding Lemay, Jan Merlin e Peter Swet per Destini
  - Cathy Chicos, Doris Frankel, Kenneth Harvery, Kathryn McCabe, Agnes Nixon, Wisner Washam, Mary K. Wells e Jack Wood per La valle dei pini
  - Bridget Dobson, Jerome Dobson, Nancy Ford, Jean Rouverol, Robert White, Phyllis White per Sentieri (Guiding Light)

### Serie e programmi speciali

#### Miglior serie d'intrattenimento per ragazzi
- ABC Afterschool Specials per l'episodio Hewitt's Just Different, trasmessa dalla ABC
  - ABC Afterschool Specials per l'episodio The Pinballs, trasmessa dalla ABC
  - Once Upon a Classic per l'episodio Man From Nowhere, trasmessa dalla PBS
  - Special Treat per l'episodio How The Beatles Changed The World, trasmessa dalla NBC
  - Winners per l'episodio I Can
  - Winners per l'episodio Journey Together

#### Miglior serie o programma speciale d'informazione per ragazzi
- ABC Afterschool Specials per l'episodio Very Good Friends, trasmessa dalla ABC
  - The CBS Festival of Lively Arts for Young People per l'episodio Henry Winkler Meets William Shakespeare, trasmessa dalla CBS

### Programmi d'intrattenimento

#### Miglior talk show, programma d'informazione o altro programma d'intrattenimento
- The Phil Donahue Show, trasmesso in syndication
  - Dinah!, trasmesso dalla CBS
  - The Merv Griffin Show, trasmesso in syndication

#### Miglior game show
- Hollywood Squares, trasmesso dalla NBC
  - Family Feud, trasmesso dalla ABC
  - The $20,000 Pyramid, trasmesso dalla ABC

#### Miglior programma per bambini
- Captain Kangaroo, trasmesso dalla CBS
  - Once Upon a Classic per l'episodio Robin Hood, trasmesso dalla PBS
  - Zoom, trasmesso dalla PBS

#### Miglior programma educativo per bambini
- Schoolhouse Rock!, trasmesso dalla ABC
  - Sesame Street, trasmesso dalla PBS

#### Miglior programma d'informazione per bambini
- Animals, Animals, Animals, trasmesso dalla ABC
  - ABC Minute Magazine, trasmesso dalla ABC
  - Villa Alegre, trasmesso dalla PBS

#### Miglior presentatore di un talk show, un programma d'informazione o altro programma d'intrattenimento
- Phil Donahue, per aver presentato The Phil Donahue Show
  - Jim Nabors, per aver presentato The Jim Nabors Show
  - Dinah Shore, per aver presentato Dinah!
  - James Underwood Crockett, per aver presentato The Victory Garden

#### Miglior presentatore di un game show
- Richard Dawson, per aver presentato Family Feud
  - Dick Clark, per aver presentato The $20,000 Pyramid
  - Gene Rayburn, per aver presentato Match Game
  - Susan Stafford e Chuck Woolery, per aver presentato Wheel of Fortune

#### Miglior regista di un talk show, un programma d'informazione o altro programma d'intrattenimento
- Martin Haig Mackey per Over Easy
  - Don Roy King per The Mike Douglas Show
  - Glen Swanson per Dinah!

#### Miglior regista di un game show
- Mike Gargiulo per The $20,000 Pyramid
  - Paul Alter per Family Feud